# Couvignon
Couvignon település Franciaországban, Aube megyében. Lakosainak száma 197 fő (2022. január 1.). Couvignon Baroville, Bar-sur-Aube, Bergères, Fontaine, Meurville, Proverville, Spoy és Urville községekkel határos.

## Népesség
A település népessége az elmúlt években az alábbi módon változott:
| Lakosok száma | 228  | 248  | 237  | 241  | 213  | 205  | 202  | 201  | 198  | 197  |
|               | 1968 | 1982 | 1999 | 2006 | 2011 | 2015 | 2017 | 2018 | 2020 | 2022 |